# Ga Unjeong
Ga Unjeong (Tiếng Hàn: 운정역, Hanja: 雲井驛) là ga tàu điện ngầm trên Tuyến Gyeongui–Jungang ở Yadang-dong, Paju-si, Gyeonggi-do.

## Bố trí ga
| ↑ Geumneung        |
| \| ４３ \| ２１ \| |
| Yadang ↓           |

| 1·2 | ● Tuyến Gyeongui–Jungang | Địa phương·Tốc hành | → Hướng đi Ilsan · Daegok · Seoul · Jipyeong →  |
| 3·4 | ● Tuyến Gyeongui–Jungang | Địa phương·Tốc hành | ← Hướng đi Geumneung · Geumchon · Paju · Munsan |

## Xung quanh nhà ga
- Đô thị mới Unjeong
- Bến xe buýt liên tỉnh Unjeong
- Unjeong 1-dong
- Kolon Sporex
- Trường tiểu học Jisan
- Thư viện Garam
- Công viên hồ Unjeong
- Trường trung học cơ sở Jisan
- Ngã tư Unjeong

## Hình ảnh

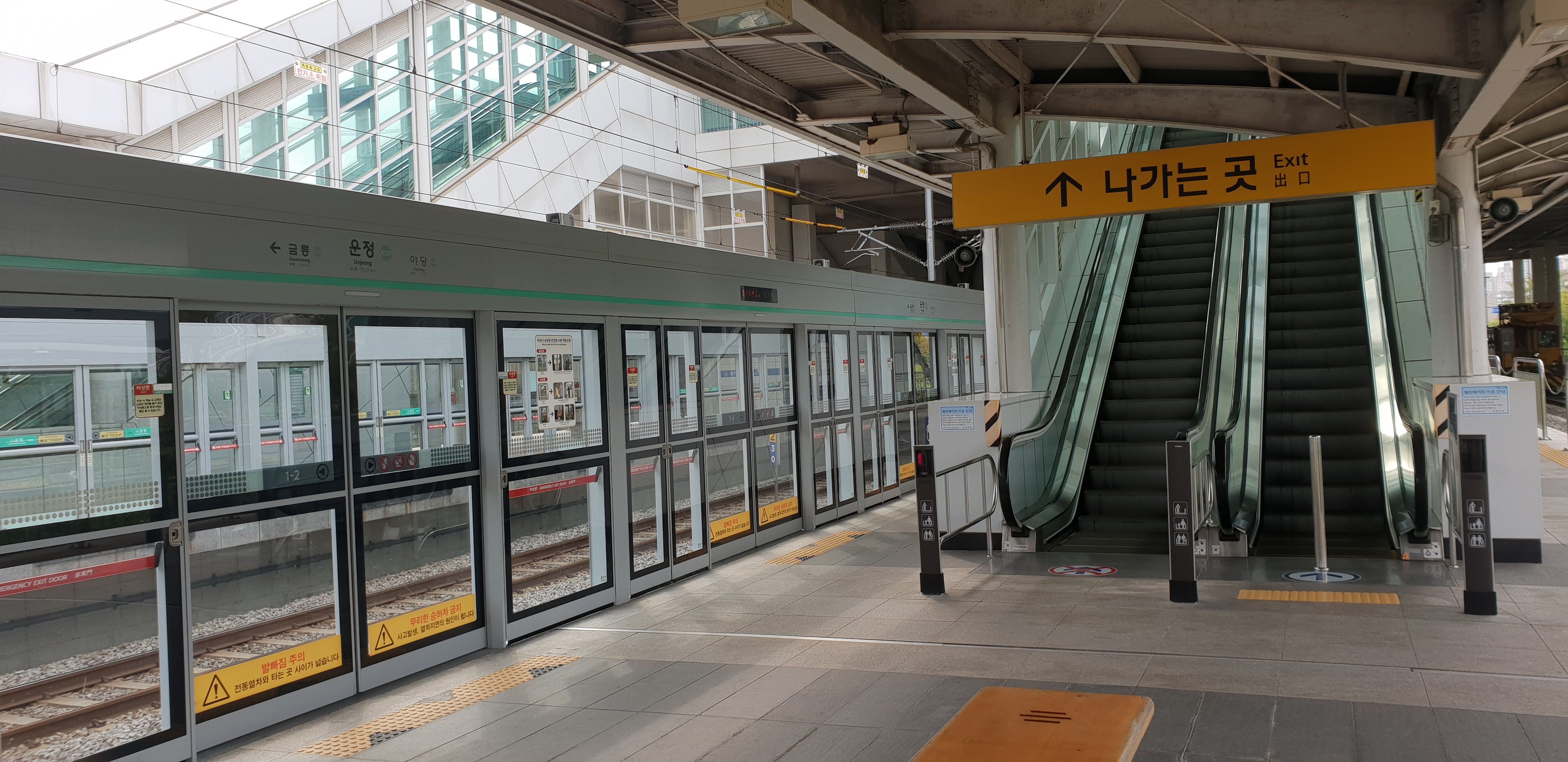
Sân ga 3 và 4 (hướng Munsan)
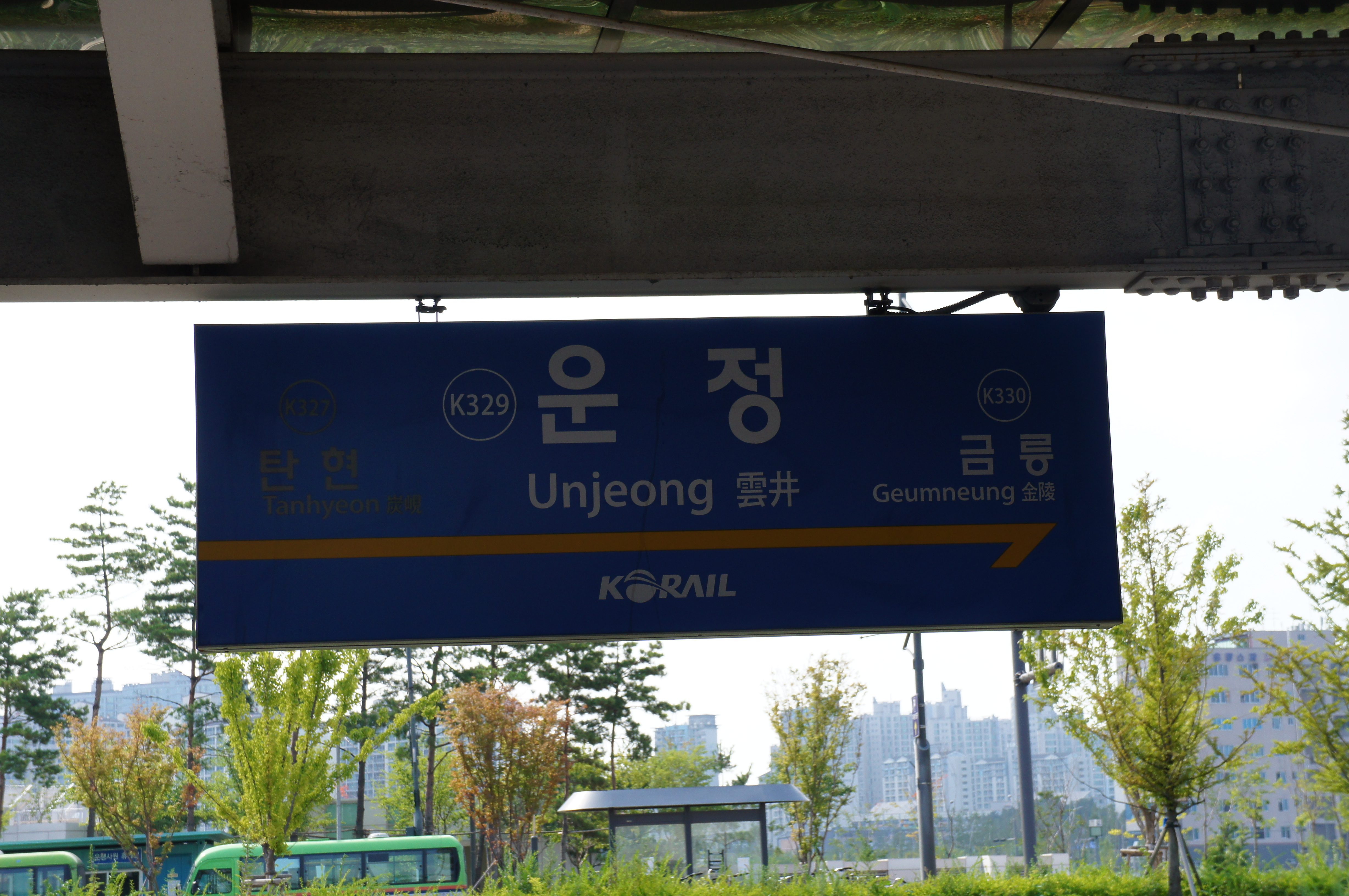
Biển tên ga (trước khi khai trương ga Yadang)
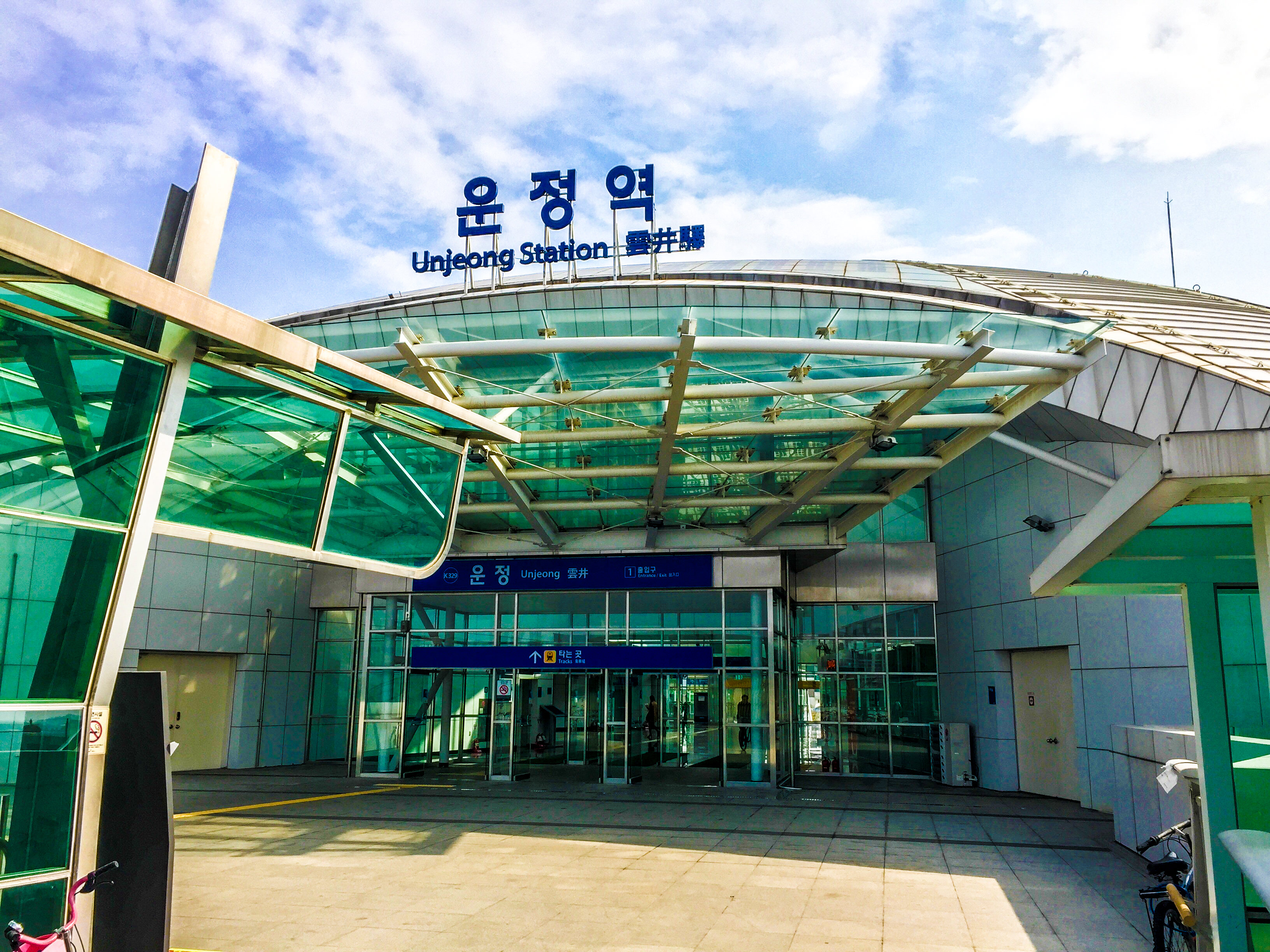
Lối vào 1
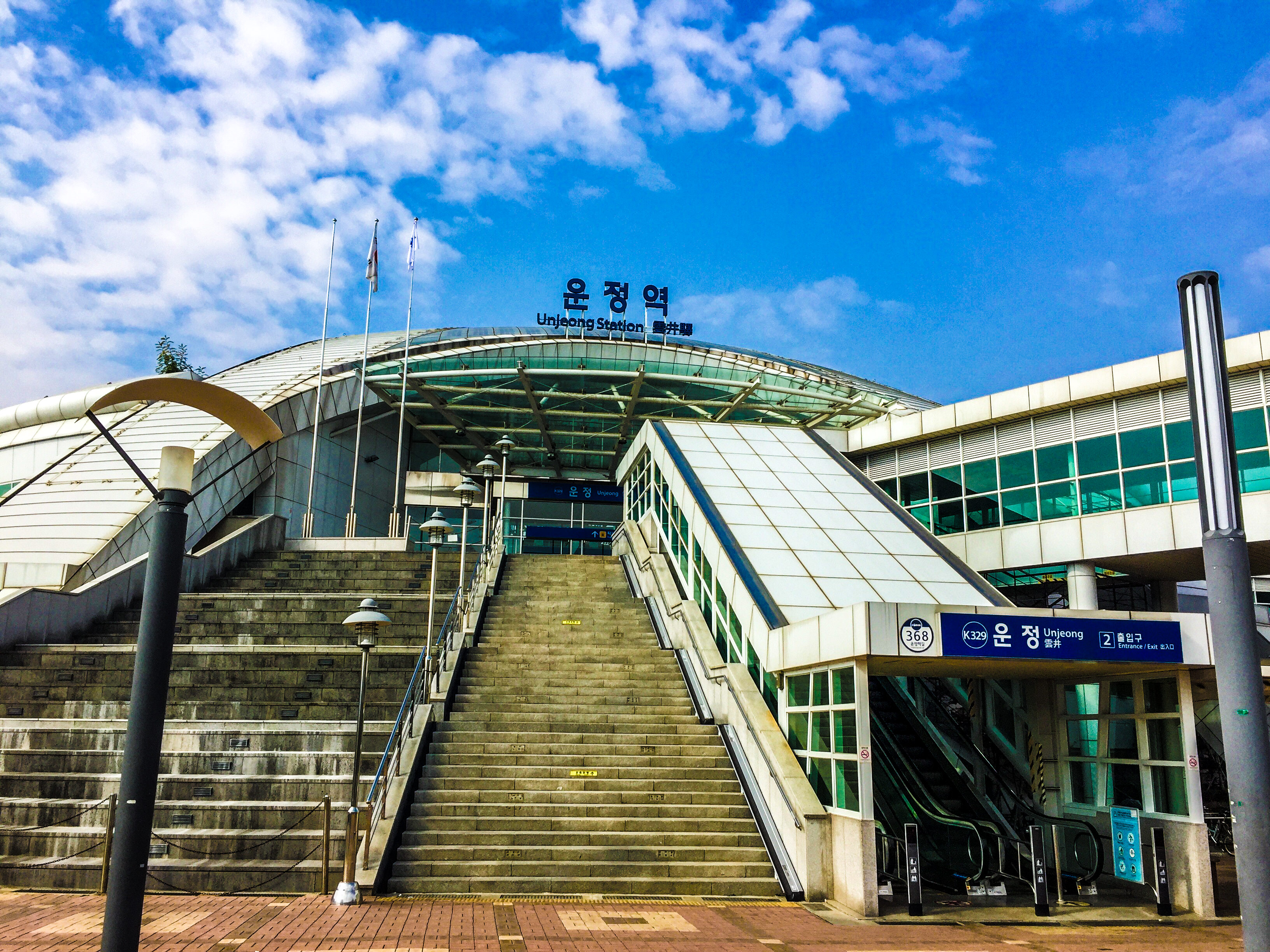
Lối vào 2
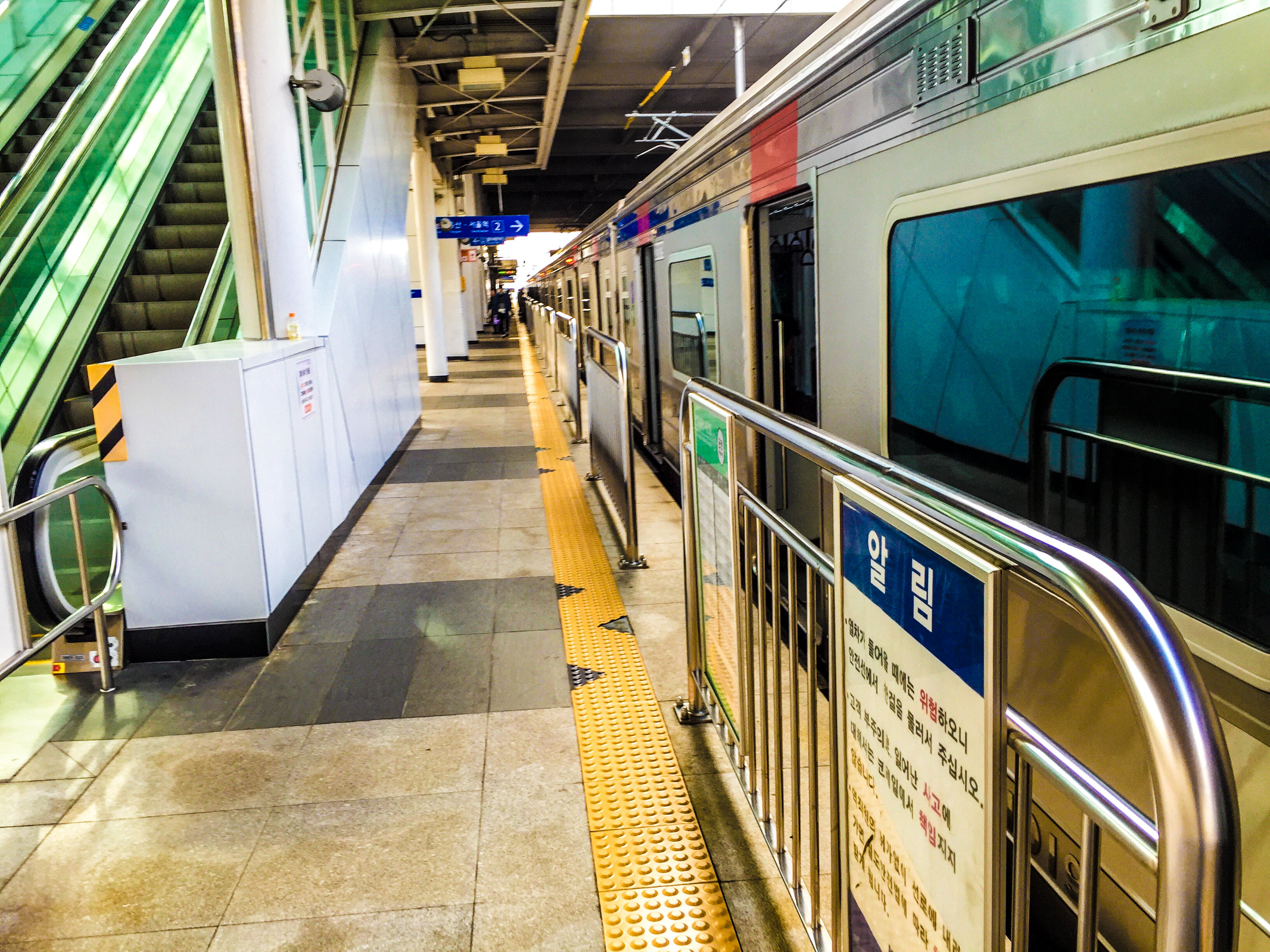
Nền tảng (trước khi lắp đặt cửa chắn)